# Ai Otsuka
Ai Otsuka (japanska: 大塚愛?, Ōtsuka Ai), född 9 september 1982, är en japansk popartist som kommer från Osaka. Hon gör sina låtar och skriver texten till dem.